# Escipión Rebiba
Scipione Rebiba (San Marco d'Alunzio, 3 de febrero de 1504 - Roma, 23 de julio de 1577) fue un Cardenal italiano de la Iglesia católica, al que se remonta la mayoría de las líneas de sucesión apostólica occidentales conocidas.

## Biografía
Estudió en Palermo, donde también fue canónigo en la iglesia de Santa Maria dei Miracoli del que se retiró pronto.  
Trasladado a Roma formó parte del entorno del Cardenal Gian Pietro Caraffa, que también era Arzobispo de Chieti.  
El 16 de marzo de 1541 fue consagrado Obispo titular de Amyclae y Auxiliar en Chieti, aunque parece que siguió residiendo en Roma. Cuando su protector Caraffa se convirtió en 1549 en arzobispo de Nápoles. envió allí a Rebiba, quien durante un año permaneció en dicha ciudad como vicario del arzobispo. Desde el 12 de octubre de 1551 fue obispo de Mottola, y del 5 de mayo al 20 de diciembre de 1555, gobernador de la ciudad de Roma. 

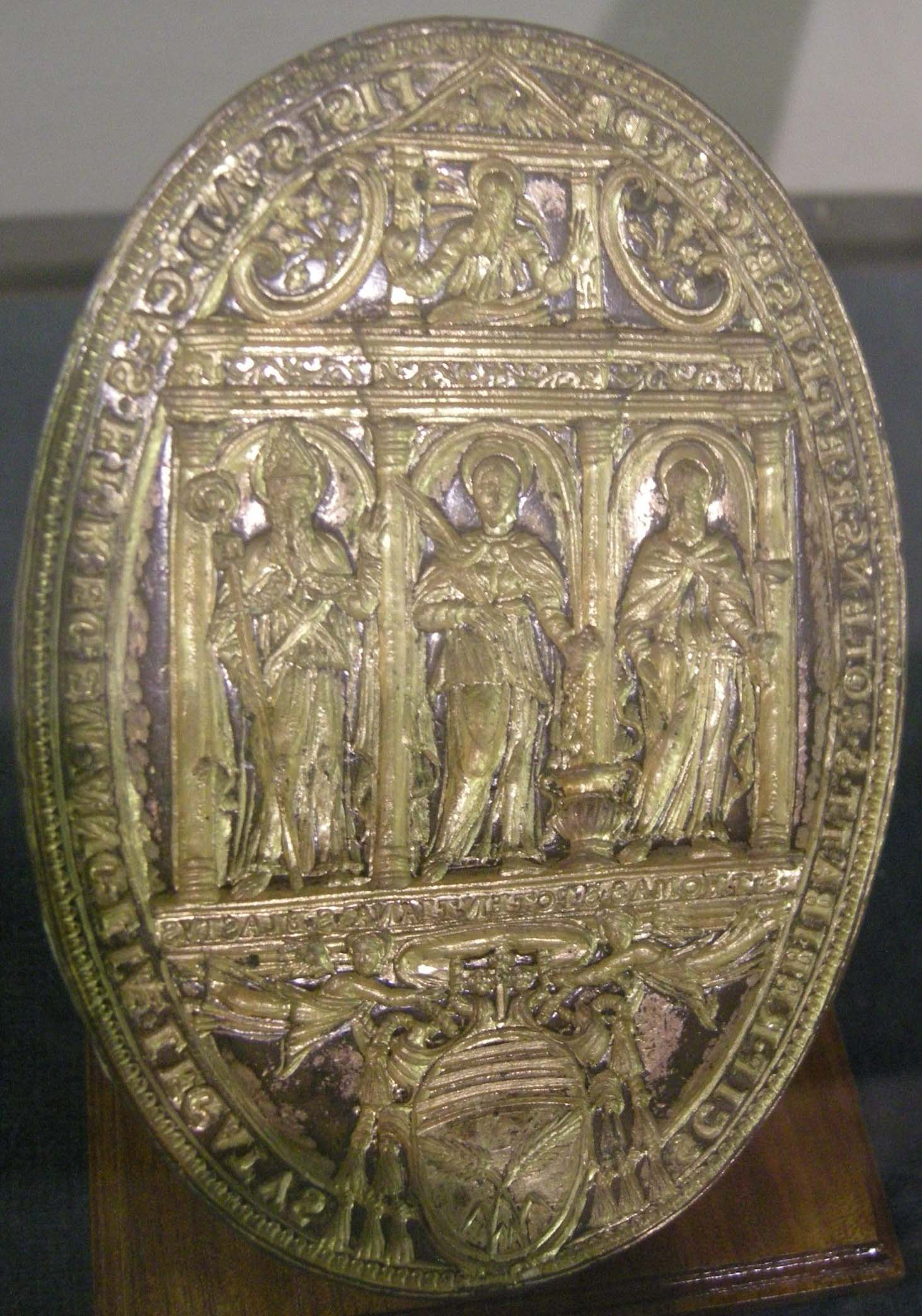
Sello del Cardenal Scipione Rebiba

En el Consistorio del 20 de diciembre de 1555 fue creado Cardenal y el 24 de enero de 1556 fue nombrado Cardenal presbítero con el título de Santa Pudenziana.  
El 13 de abril de 1556 fue nombrado Arzobispo de Pisa, y legado pontificio ante el emperador Carlos V y después ante el rey de España Felipe II. 
Se retiró del cargo de arzobispo de Pisa el 19 de junio de 1560 y ese mismo día fue nombrado Obispo de Troia, cargo que traspasó poco después a su sobrino Próspero. 
Como Cardenal pasó el 2 de julio de 1565 al título de Sant’Anastasia y el Papa Pablo IV le nombró el 8 de diciembre de 1565 Patriarca titular de Constantinopla. 
Tras convertirse el 7 de octubre de 1566 en Cardenal presbítero de S. Angelo in Pescheria, el 3 de julio de 1570 volvió a cambiar de titularidad y pasó a la de Santa Maria in Trastevere. 
Fue miembro de la Inquisición, el 8 de abril de 1573 pasó a ser Cardenal obispo de Albano y el 5 de mayo de 1574, Cardenal obispo de Sabina. 
Su tumba se encuentra en Roma, en la iglesia de San Silvestro nel Quirinale.

## Sucesión apostólica
Casi todos los obispos de la Iglesia Católica hacen ascender su línea de sucesión apostólica hasta Scipione Rebiba. Sin embargo, no está documentado quién le consagró a él. Se sabe que el 27 de julio de 1551 el cardenal Gian Pietro Carafa, el futuro Papa Paulo IV, le confió el gobierno de la diócesis de Nápoles como vicario suyo y el 12 de octubre de 1551 fue nombrado obispo de Mottola. La línea de Caraffa se puede seguir hasta 1442 (Oliviero Caraffa, Leone de Simone). Si muchos de los obispos se remontan a Scipione Rebiba es porque está documentado que se encuentra como antecesor en la línea de Pietro Francesco (Vincenzo Maria) Orsini de Gravina, futuro Papa Benedicto XIII, que a su vez ordenó a lo largo de su vida a 139 obispos, incluyendo a numerosos cardenales, diplomáticos pontificios y obispos de diócesis importantes que, a su vez, consagraron a muchos otros obispos.